# Адміністративний поділ Сьєрра-Леоне
Сьєрра-Леоне поділяється на 3 провінції (province) та 1 область (area), які в свою чергу поділяються на 14 округів (district), зі складу яких як окремі адміністративні одиниці іноді виділяють 5 муніципалітетів (township). Третім рівнем поділу країни є вождівства, їх налічується 166, з яких 5 — це ті ж муніципалітети. В такому разі їх відносять до 3 рівня.

## 1 рівень (провінції та область)
| № | Назва              | Оригінальна назва | Адміністративний центр | Територія, км² | Населення, осіб (2015) | Округи | Вождівства | Секції |
| - | ------------------ | ----------------- | ---------------------- | -------------- | ---------------------- | ------ | ---------- | ------ |
| 1 | Західна область    | Western Area      | Фрітаун                | 696,7          | 1 500 234              | 2      | 12         | 87     |
| 2 | Східна провінція   | Eastern Province  | Кенема                 | 15 224,2       | 1 642 370              | 3      | 46         | 262    |
| 3 | Північна провінція | Northern Province | Макені                 | 36 097,4       | 2 508 201              | 5      | 54         | 545    |
| 4 | Південна провінція | Southern Province | Бо                     | 20 207,0       | 1 441 308              | 4      | 54         | 427    |

## 2 рівень (округи)
| №  | Назва           | Оригінальна назва | Провінція чи область | Адміністративний центр | Територія, км² | Населення, осіб (2015) | Вождівства | Секції |
| -- | --------------- | ----------------- | -------------------- | ---------------------- | -------------- | ---------------------- | ---------- | ------ |
| 1  | Бо              | Bo                | Південна провінція   | Бо                     | 5 473,4        | 575 478                | 16         | 113    |
| 2  | Бомбалі         | Bombali           | Північна провінція   | Макені                 | 8 273,8        | 606 544                | 14         | 141    |
| 3  | Бонте           | Bonthe            | Південна провінція   | Маттру                 | 3 593,3        | 200 781                | 12         | 78     |
| 4  | Кайлагун        | Kailahun          | Східна провінція     | Кайлагун               | 3 939,4        | 526 379                | 14         | 81     |
| 5  | Камбія          | Kambia            | Північна провінція   | Камбія                 | 3 025,9        | 345 474                | 7          | 73     |
| 6  | Кенема          | Kenema            | Східна провінція     | Кенема                 | 5 894,2        | 609 891                | 17         | 101    |
| 7  | Койнадуґу       | Koinadugu         | Північна провінція   | Кабала                 | 12 376,1       | 409 372                | 11         | 89     |
| 8  | Коно            | Kono              | Східна провінція     | Койду                  | 5 390,6        | 506 100                | 15         | 80     |
| 9  | Міський округ   | Urban district    | Західна область      | Фрітаун                | 81,5           | 1 055 964              | 8          | 65     |
| 10 | Моямба          | Moyamba           | Південна провінція   | Моямба                 | 6 951,8        | 318 588                | 14         | 142    |
| 11 | Порт-Локо       | Port Loko         | Північна провінція   | Порт-Локо              | 5 978,9        | 615 376                | 11         | 162    |
| 12 | Пуджегун        | Pujehun           | Південна провінція   | Пуджегун               | 4 188,5        | 346 461                | 12         | 94     |
| 13 | Сільський округ | Rural district    | Західна область      | Ватерлоо               | 615,2          | 444 270                | 4          | 22     |
| 14 | Тонколілі       | Tonkolili         | Північна провінція   | Маґбурака              | 6 442,7        | 531 435                | 11         | 80     |

## 3 рівень (вождівства та муніципалітети)
Третім рівнем адміністративного поділу країни є вождівства, на чолі яких стоять вожді окремих племен чи родів. Всього їх у країні налічується 166, але іноді 12 вождівств Західної області не беруть до уваги. Також до рівня вождівств іноді відносять і 5 окремих муніципалітетів, які в іншому випадку відносять до рівня округів. Тому у деяких джерелах можна зустріти цифру в 149 вождівств.
| № | Назва  | Оригінальна назва | Округ   | Провінція | Населення, осіб (2015) |
| - | ------ | ----------------- | ------- | --------- | ---------------------- |
| 1 | Бо     | Bo                | Бо      | Південна  | 174 369                |
| 2 | Бонте  | Bonthe            | Бонте   | Південна  | 10 075                 |
| 3 | Кенема | Kenema            | Кенема  | Східна    | 200 443                |
| 4 | Койду  | Koidu             | Коно    | Східна    | 128 030                |
| 5 | Макені | Makeni            | Бомбалі | Північна  | 125 970                |